# グルジア民主共和国

グルジア民主共和国
საქართველოს დემოკრატიული რესპუბლიკა (ジョージア語)

国歌: დიდება（グルジア語）
称賛
グルジア民主共和国の主張した領土（1920年）

グルジア民主共和国（グルジアみんしゅきょうわこく、グルジア語: საქართველოს დემოკრატიული რესპუბლიკა, Sakartvelos Demokratiuli Respublika）とは、1918年から1921年にかけてグルジア（ジョージア/サカルトヴェロ）に存在した国家。現地語ではサカルトヴェロ民主共和国となる。ザカフカース民主連邦共和国の崩壊にともない、メンシェヴィキを中心として独立を果たしたが、ロシア・ソビエト連邦社会主義共和国の赤軍に首都チフリスをおとされて崩壊した。

## 歴史
ザカフカース民主連邦共和国の崩壊後、1918年5月26日、グルジア国民会議により建国が宣言された。当初の政府は、メンシェヴィキ（ノイ・ラミシュヴィリ議長、エヴゲニ・ゲゲチコリ、ノエ・ジョルダニア、アカーキ・チヘンケリ、イラクリー・ツェレテリ等）、連邦社会主義者、民族民主主義者の連合政権だったが、後に国民会議は議会に改称され、メンシェヴィキのみとなった（ジョルダニア議長）。1918年5月からドイツ帝国軍がグルジアに進駐し、グルジア政府はドイツ軍の助けを得てドゥシェチでの反乱を鎮圧した。6月4日、オスマン帝国と条約を結び、アジャリア等一部の領土がオスマンに譲渡された。1918年7月、グルジア軍は、クバーニ＝黒海ソビエト共和国領内に侵攻した。
ドイツ降伏後、ドイツ軍は撤収した。1918年12月から三国協商国のザカフカース干渉が始まった。1919年3月から議会の役割は、建国会議（定員130人の内、メンシェヴィキが109人。ニコライ・チヘイゼ議長）が執行した。グルジア政府の下では、産業・貿易は従来のままで、農地改革は立憲民主党（カデット）のプログラムを切り詰めたものだった。また、グルジア領内に居住する他の民族には、民族自決権も、母国語で教育を受ける権利も認められなかった。ロシア内戦中、グルジア政府は、白軍を援助し、デニーキン軍撃破後、彼らに隠れ家を提供した。
1919年10月～11月、グルジアの各地で武装蜂起が始まったが鎮圧された。国内外情勢の悪化により、グルジア政府は、ロシア・ソビエト連邦社会主義共和国と平和条約を締結せざるを得ず（1920年5月7日）、白軍と手を切り、外国軍を追い出し、ボリシェヴィキを合法化することが義務付けられた。セルゲイ・キーロフが全権代表に任命され、1920年5月、グルジア共産党（ボリシェヴィキ）が創設された（党員約2万人）。ボリシェヴィキは、地下活動から表に出、政府打倒を準備した。1921年2月11日、蜂起が始まり、ボリシェヴィキはロシア政府に援助を要請した。2月25日、赤軍の支援の下、グルジア革命会議が首都チフリスを支配下に置き、ソビエト派によってグルジア社会主義ソビエト共和国が建国された。グルジア政府はバトゥミに移ったが、3月17日に国軍が降伏し、3月18日には政府自体が国外に亡命した。